# Лахта-Ольгіно

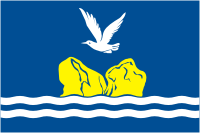
Прапор муніципільного округу Лахта-Ольгіно

Ла́хта-О́льгіно (рос. Лахта-Ольгино) — муніципальний округ № 64 у складі Приморського району Санкт-Петербурга, Російська Федерація. Свою назву отримав від назв історичних місцевостей — Лахти та Ольгіно.

## Відомі об'єкти

### Лахта-центр
У 2012 році на території округу почалося будівництво громадсько-ділового комплексу Лахта-центр. До 2018 року на місці колишньої піскобази заплановано завершити будівництво комплекса будівель, який має зайняти ділянку площею 140 тис. м².

### Офіс тролів
З літа 2013 року в окрузі була розташована база, з якої щонайменше сотні тролів за гроші постійно здійснювали поширення повідомлень через інтернет для обслуговування російської пропаганди. У жовтні 2014 року стало відомо, що база з Ольгіна переїхала на вулицю Савушкіна.

## Галерея

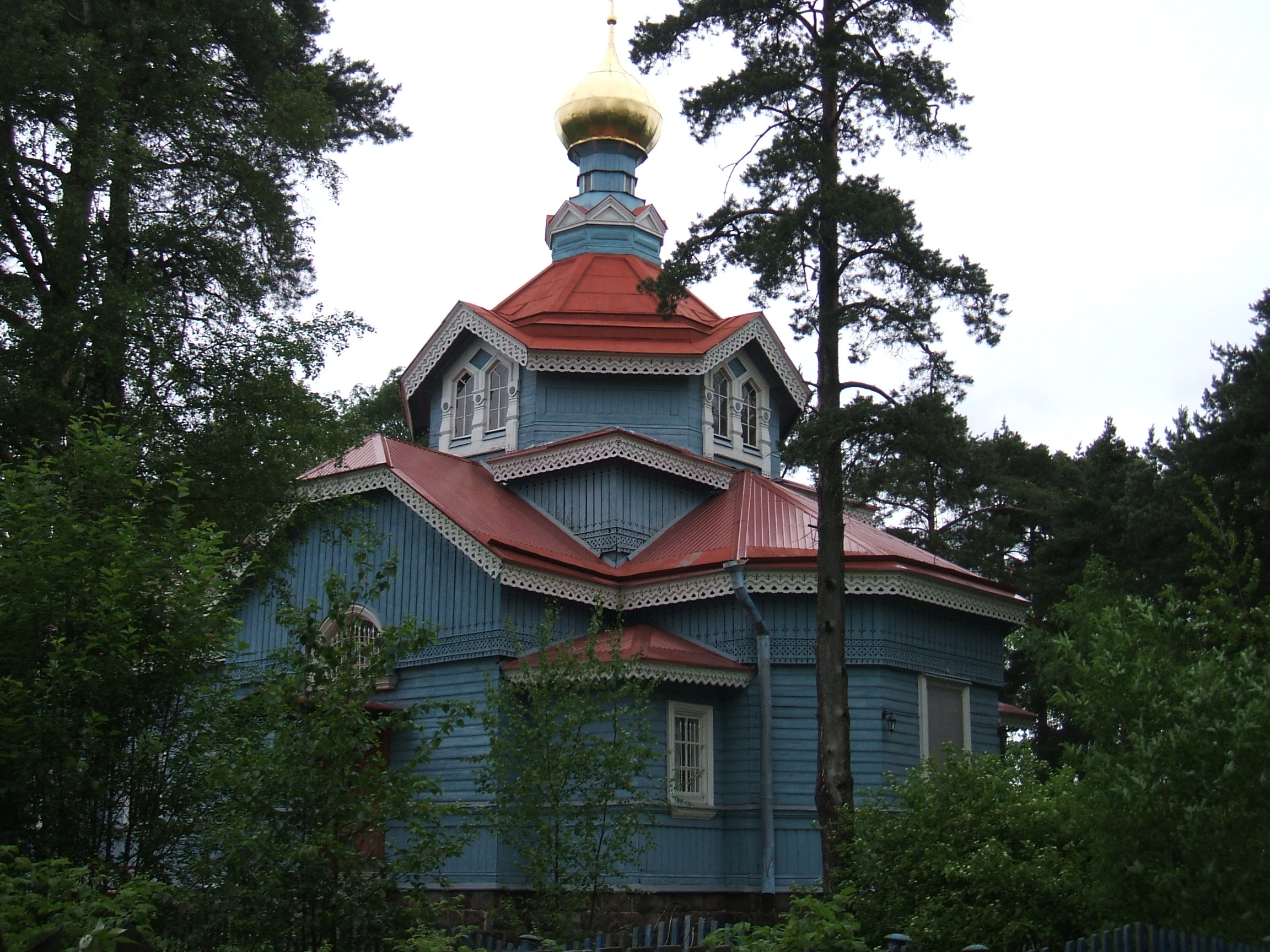
Церква святого апостола Петра в Лахті
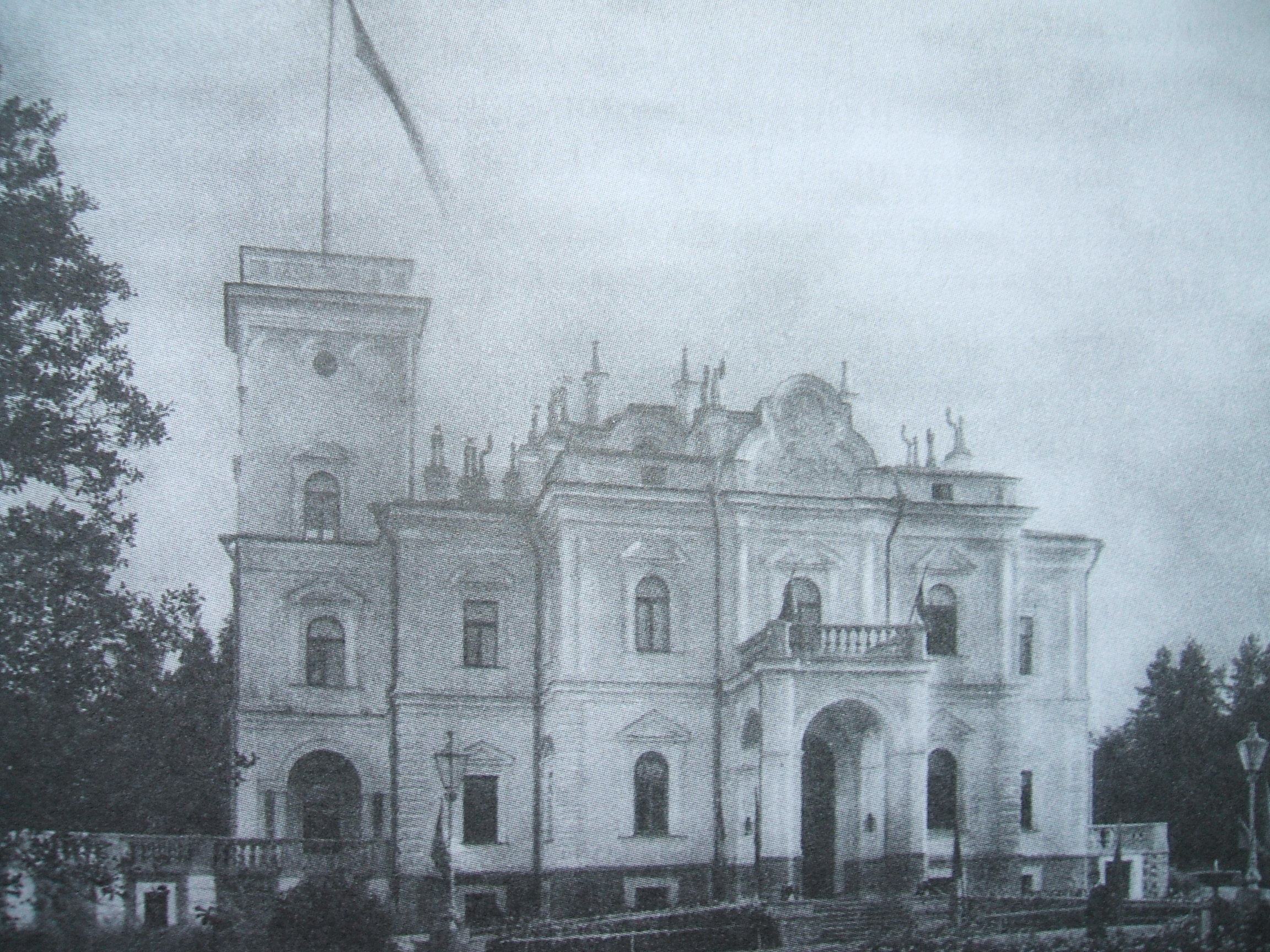
Замок Стенбок-Ферморов, 1908 рік
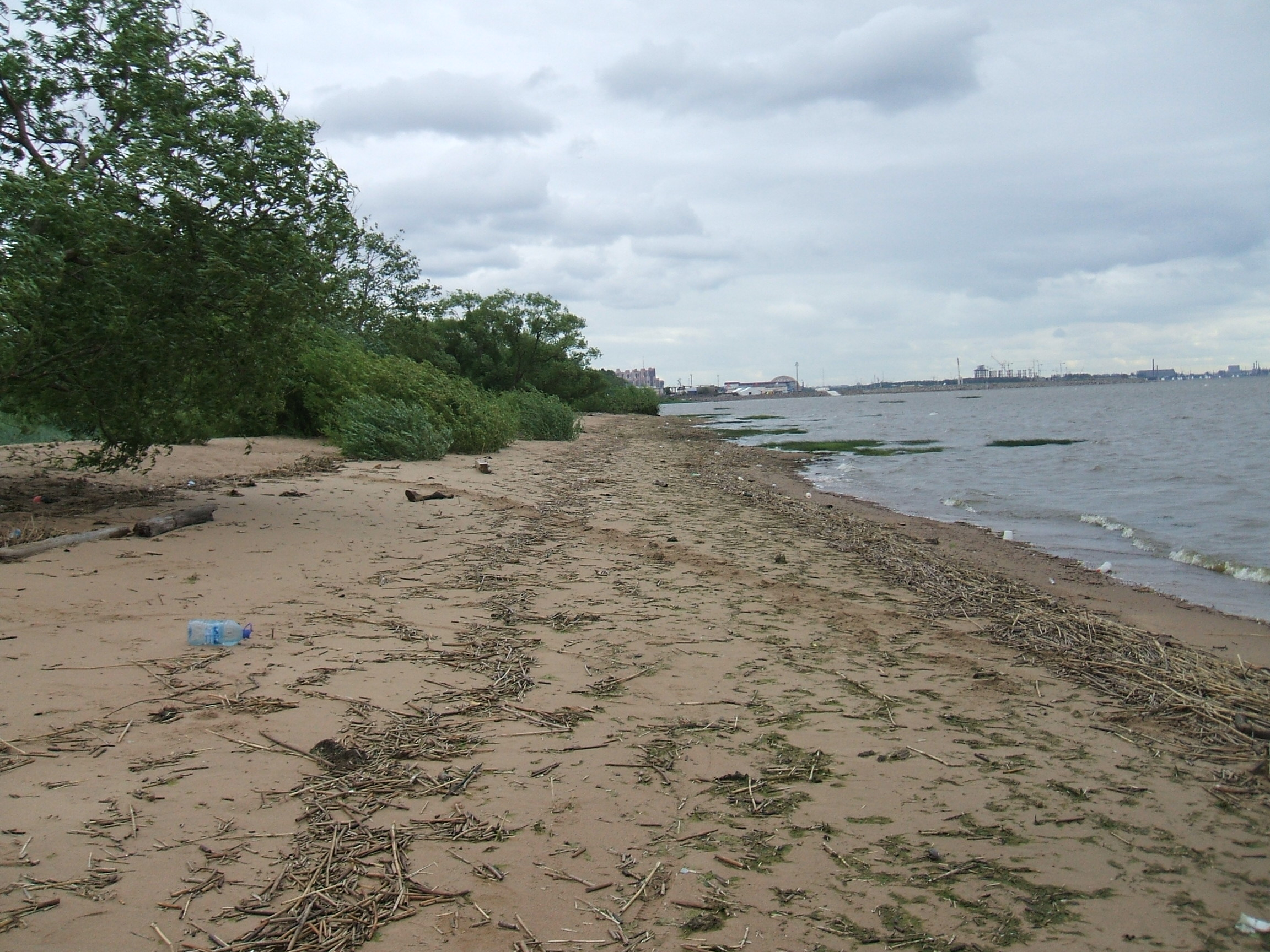
Фінська затока в Лахті
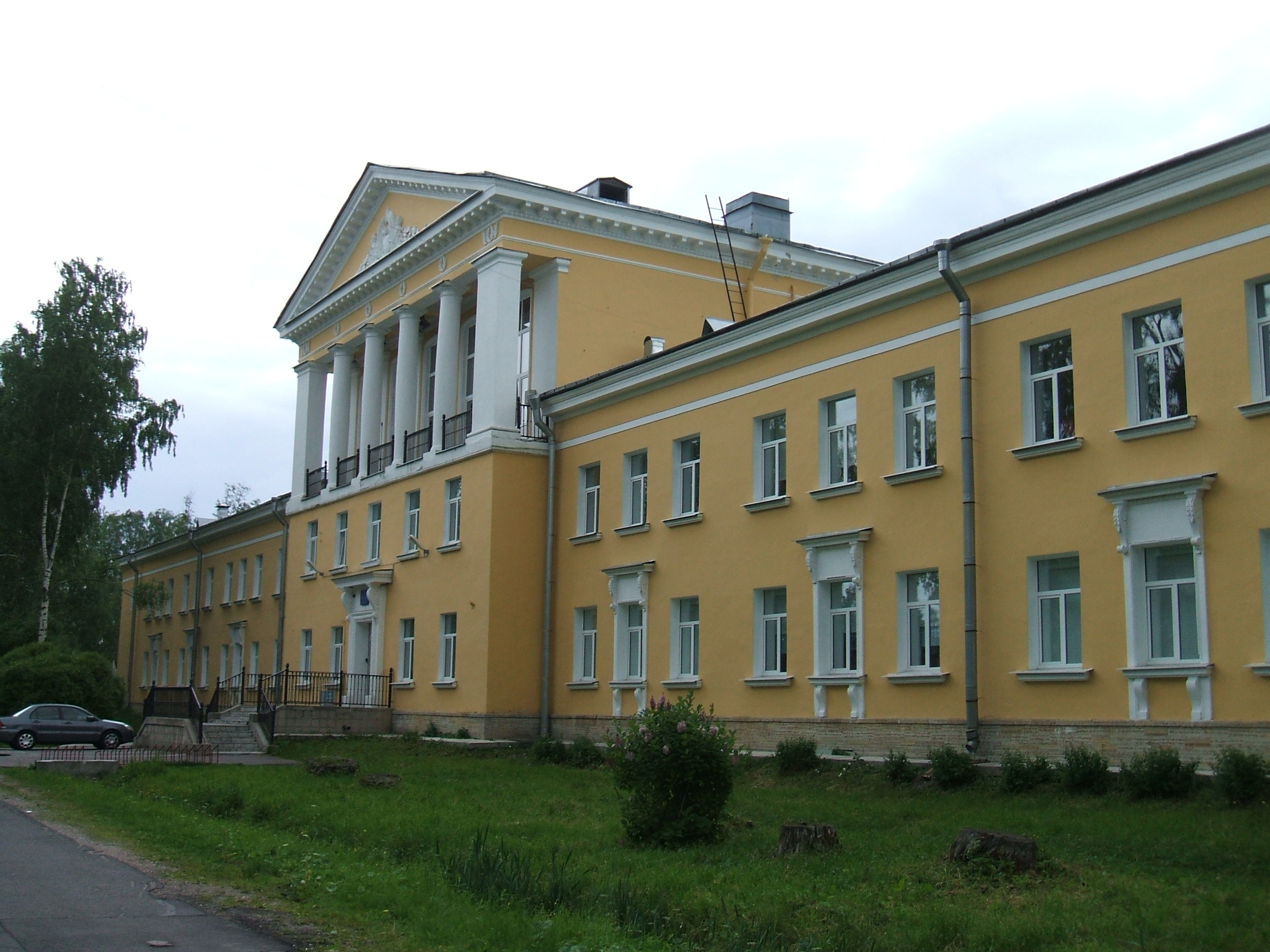
Школа № 440
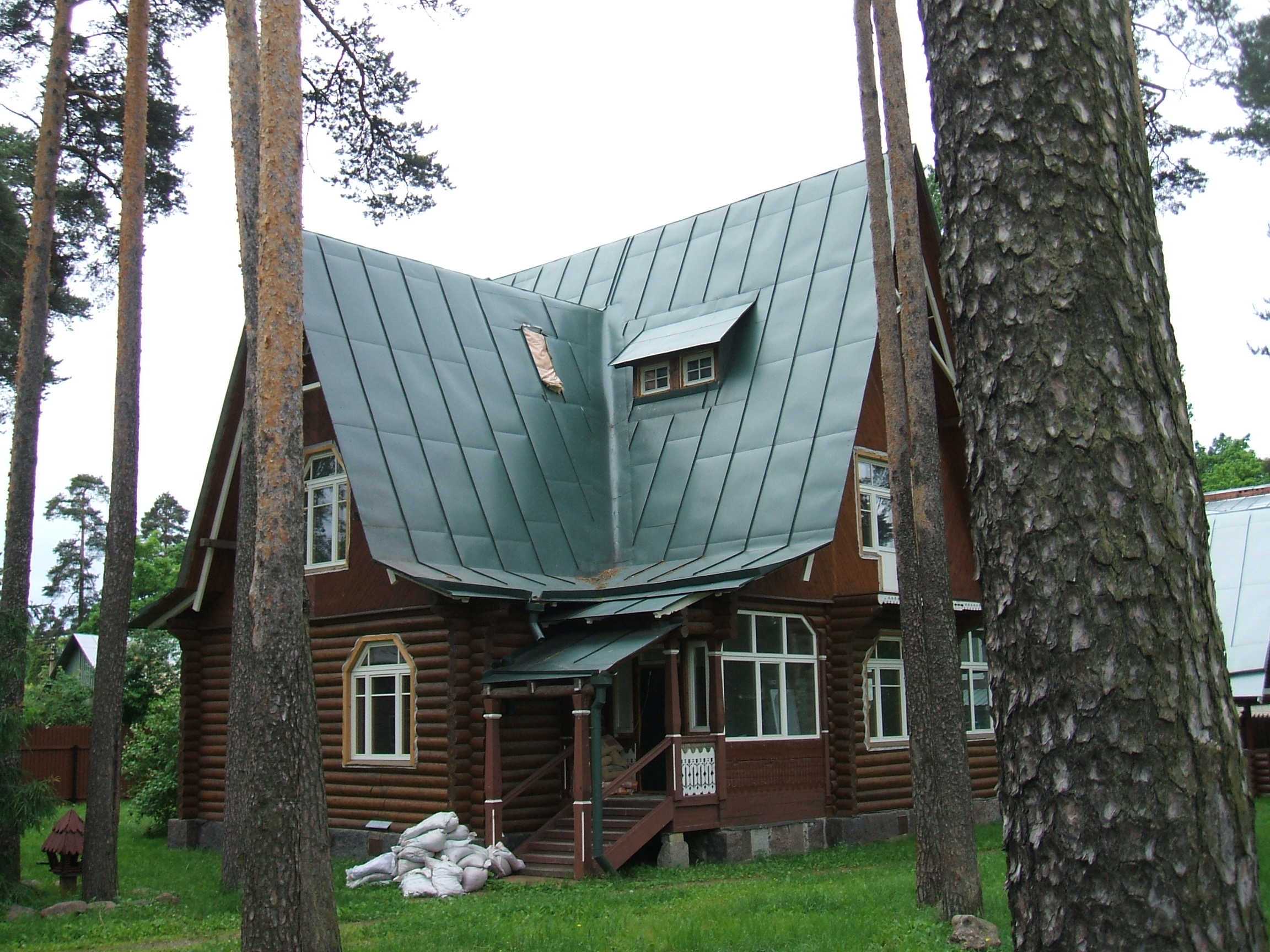
Пам'ятник культурного надбання
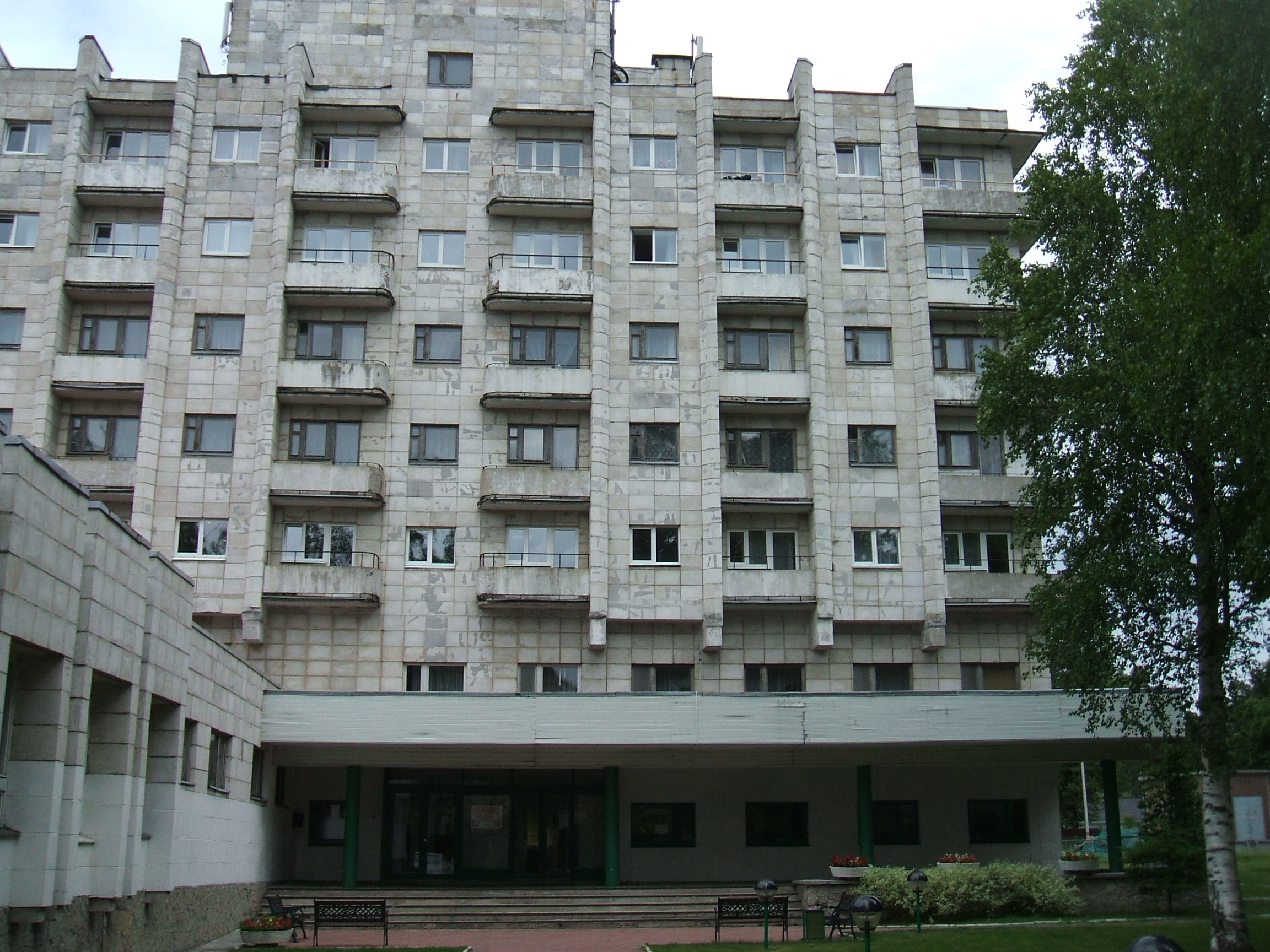
Міжнародний ліцей
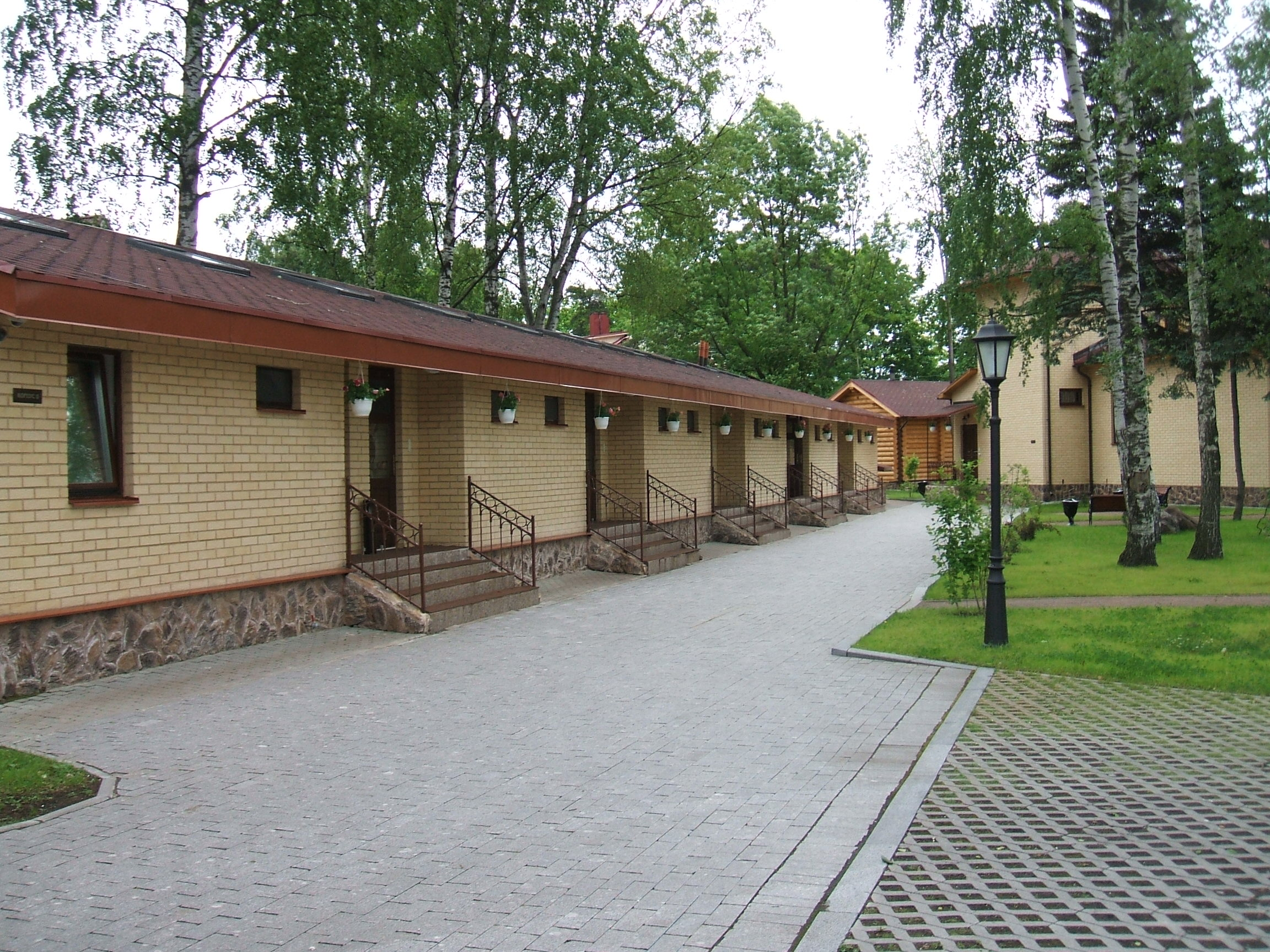
Александринський театр
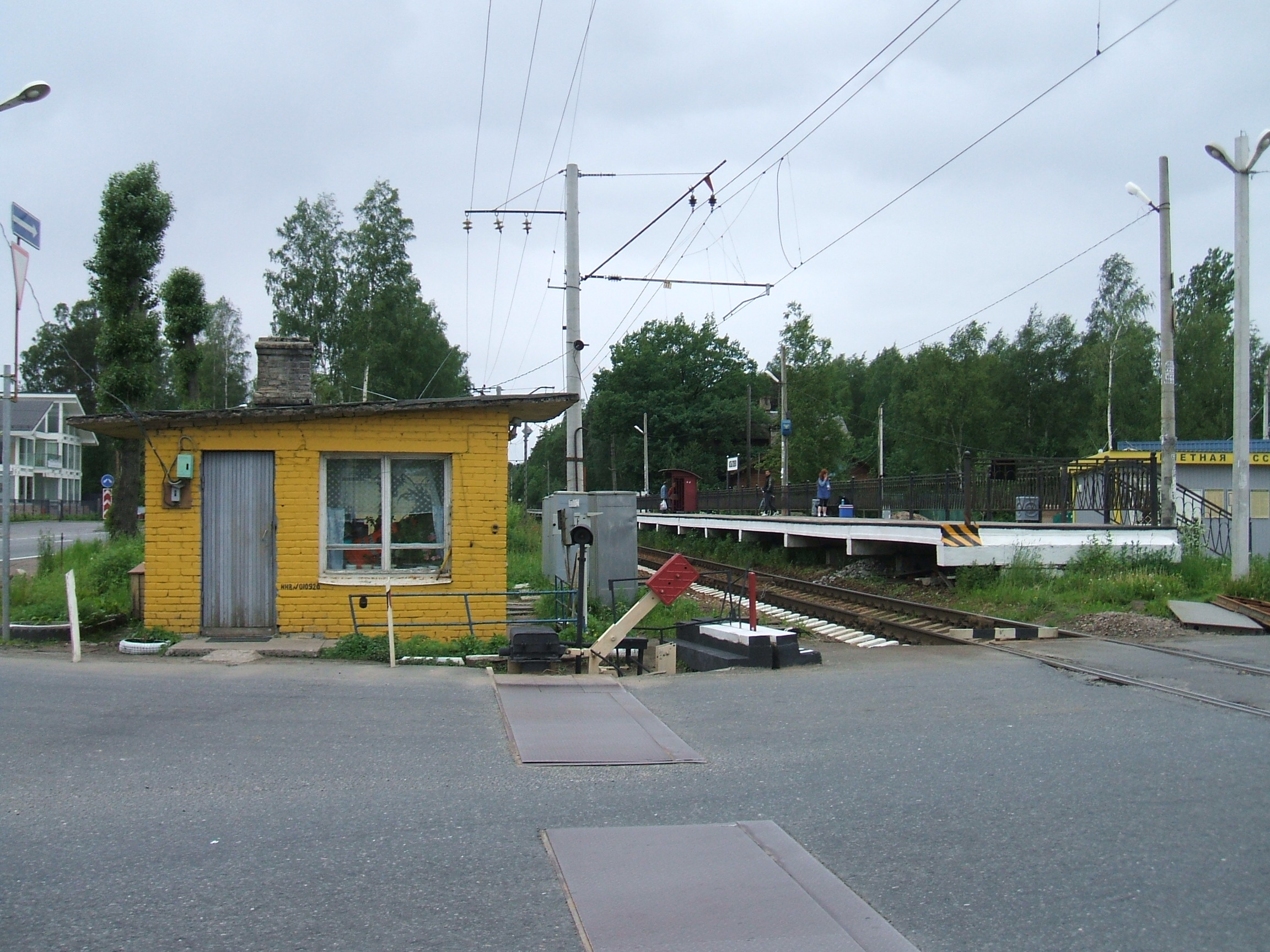
Залізнична платформа в Ольгіні